# Timeout (uppehåll)
Timeout (även särskrivet time out) är ett uppehåll i arbetslivet, ofta ofrivilligt eller påtvingat, till exempel i samband med sjukdom och sjukskrivning. Termen kommer från sport.
Begreppet gavs en ny betydelse inom arbetslivet, framför allt inom den politiska sektorn, efter det att Mona Sahlin använt det i samband med Tobleroneaffären i oktober 1995. Hon meddelade då vid en presskonferens den 16 oktober 4 oktober att hon skulle ta en "time-out", vilket innebar att hon ställde sig åt sidan, i detta fall i diskussionen om kandidater till partiledarval, "just nu".
Det har därefter används av riksdagsledamöter för att markera ett (formellt) eget beslut om att göra ett uppehåll i riksdagsarbetet. Begreppet finns dock inte i Riksdagsordningen